# 羅傑 (天順舉人)
羅傑（15世紀—15世紀），字尚萬，江西南昌府南昌縣墨山人，明朝政治人物。

## 生平
羅傑是天順三年（1459年）己卯科江西鄉試第四十七名舉人，成化九年（1473年）授儋州知州，為政勤敏，興辦學校振興士風，罷黜淫祠改正風俗，又疏通河道、撫循黎族，公署橋樑均重修，儋州風氣為之一變，十三年（1477年）丁母憂離任，州民都號泣跟隨。

## 引用
1. 1 2  民國《南昌縣志·卷三十一·人物志二》：羅傑，字尚萬，墨山人，由舉人知儋州，廉正勤敏，興學校振士風，黜淫祠正習俗，疏導水利、撫循黎人，公廨橋梁百廢具舉，儋之風俗文物為之一變，居四年以憂去，百姓號泣隨之。
2. ↑  民國《南昌縣志·卷二十二·選舉志三》：科第下……明……天順六【三】年己卯鄉試……羅傑 字尚萬，詳傳
3. ↑  康熙《儋州志·卷二》：羅傑 南昌人，成化癸巳守儋，廉正公勤，興學校振士風，黜淫祀正風俗，疏水利馴黎，鼎新一切公廨橋梁，儋之民風文物自是丕變，丁酉以內艱去，百姓號泣隨之。